# Gelmke
Die Gelmke ist ein etwa 5 km langer Fluss in Niedersachsen, der im Gelmketal entspringt. Der kleine Bach fließt durch einen Teil des Goslarer Stadtteils Oker, wo er der Abzucht zufließt.

## Name
Der Fluss wird im Jahr 1293 als Gelbeke erstmals schriftlich genannt. Der Name setzt sich zusammen aus mittelniederdeutsch -beke für 'Bach' und dem mittelniederdeutschen Adjektiv gēl für 'gelb'.

## Geografie
Die Gelmke entspringt im oberen Gelmketal auf einer Höhe von etwa 515 m ü. NHN. Die Quelle liegt ostnordöstlich vom Dicken Kopf (668 m) und nördlich vom Eichenberg (670 m) am Kaiserweg. Von hier aus fließt der Bach zunächst in nördlicher Richtung durch ein dichtbewaldetes Tal in relativ naturbelassenem Zustand. Er wird vom Europäischen Fernwanderweg E11 durchquert. Ursprünglich verlief er von hier Richtung Bahnhof. Bei der Anlage der Absetzbecken für die Armerzaufbereitung Am Bollrich wurde bei der Wegesfurt ein Umleitungsbauwerk errichtet, an dem der Bach nach Osten geführt wird, jedoch bei Hochwasser über eine Schwelle Richtung Bollrich strömen kann. Er wird gradlinig an den Absetzbecken in befestigter Sohle vorbeigeleitet. Nach wenigen Metern ist ein Abzweig in den Gelmketeich angelegt worden, der Teich liegt auf 276 m ü. NHN. Der Teich selber ist gesperrt, sein optisch naturnah erscheinender Ablauf mündet in den oberen der drei Absetzbecken Am Bollrich. Die Gelmke wird auf nahezu höhenneutralem Weg geführt und am östlichen Ende der Becken in einem Betonkanal nach Norden geführt. Beim Auslaufbauwerk der Absetzbecken (267 m ü. NHN) erfolgt ein Sturz innerhalb eines Bauwerks von etwa 265 auf 250 Höhenmeter. Darauf fließt er wieder in einem durchaus naturnahen Bett und mündet am Bahnhof Oker in die Abzucht.